# Colonial Germantown Historic District
Colonial Germantown Historic District ist ein historisch bedeutsamer Stadtteil in Germantown, Pennsylvania und gilt als erste deutsche Siedlung in Amerika.

## Geschichte
Colonial Germantown wurde 1683 unter Leitung von Franz Daniel Pastorius gegründet, der dem Ruf von William Penn nach Pennsylvania gefolgt war. Bevor Pastorius am 20. August 1683 Amerika erreichte, hatte er bereits von Penn Land zugesprochen bekommen und ganz in seinem Sinne religiös verfolgte Landsleute zur gemeinsamen Auswanderung motiviert. Ihm folgte am 6. Oktober die Concord mit 13 Familien aus dem niederländisch dominierten Krefeld, die sich als Leineweber und Händler betätigten. Dieses Datum wird heute als German-American Day gefeiert.
Die in der Folge erbaute Siedlung gilt als erste deutsche in den Dreizehn Kolonien. Bis 1709 blieb der Colonial Germantown Historic District vorwiegend niederländisch geprägt. Danach wandelte sich der Charakter der Siedlung durch die zunehmende deutsche Zuwanderung, welche um die Jahrhundertmitte ihren Höhepunkt erreichte. Colonial Germantown profitierte von der nahegelegenen Papiermühle der Rettinghaus-Familie am Monosheene Creek und wurde ein Zentrum deutschsprachigen Buchdrucks. 1743 entstand hier durch Johann Christoph Sauer die erste in einer europäischen Sprache gedruckte Bibel Amerikas. Die 1749 eröffnete Union School war die erste Schule in Colonial Germantown. 1758 bestand die Siedlung aus etwa 350 Häusern und wurde hauptsächlich von deutschen Quäkern, Tunkern und Mennoniten bewohnt. Bis 1800 prägten vor allem Textilerzeugung und Gerbereien die Wirtschaft Colonial Germantowns, während das umliegende Land nur wenig erschlossen wurde. Bei der Schlacht von Germantown im Jahr 1777 war das Anwesen Cliveden ein bedeutender Schauplatz der Auseinandersetzung und ist heute das wichtigste erhaltene Denkmal zu diesem Ereignis. Während des Novembers 1793 kehrte George Washington kurzzeitig nach Colonial Germantown zurück, um hier außerhalb der von Gelbfieber geplagten Hauptstadt Philadelphia Kabinettssitzungen abzuhalten. In den folgenden Jahren löste sich die Siedlung immer mehr aus ihrer Isolation und wurde amerikanisiert. In den 1790er Jahren hatte Colonial Germantown nicht mehr als 2.500 Einwohner. Im Jahr 1832 verband eine Eisenbahnstrecke Germantown mit Philadelphia. 1854 wurde Colonial Germantown zu Philadelphia eingemeindet.

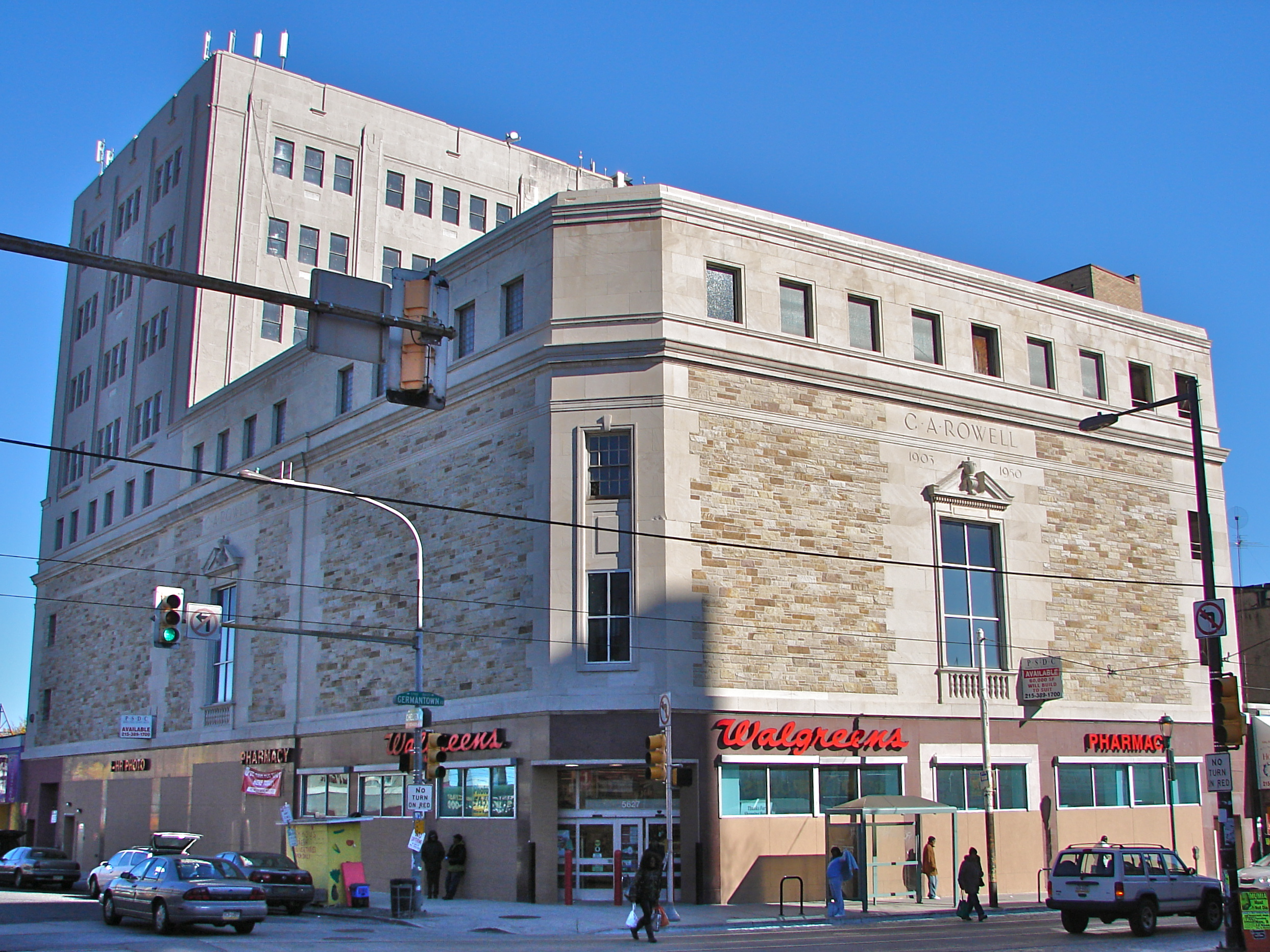
Das Kaufhaus 5627 C. A. Rowell

Zwischen dem Ende des Amerikanischen Bürgerkriegs und 1900 wuchs Colonial Germantown erheblich und vor allem entlang der Germantown Avenue entwickelte sich ein Geschäfts- und Gewerbezentrum. Nach dem Zweiten Weltkrieg verzeichnete der Ort eine weitere Häufung der Bautätigkeit, so entstand zu dieser Zeit das Kaufhaus C. A. Rowell. In den 1960er Jahren ließ die wirtschaftliche Bedeutung Colonial Germantowns angesichts der nun in der Umgebung entstehenden Shoppingmalls nach. Ungefähr die Hälfte der zu Beginn der 1980er Jahre noch bestehenden knapp 500 Häuser stammten aus der Zeit zwischen Bürgerkrieg und folgender Jahrhundertwende, während etwas über 10 % vor 1800 erbaut wurden.
Am 23. Juni 1965 wurde der Stadtteil als Historic District gekennzeichnet und zu einem National Historic Landmark erklärt. Am 15. Oktober 1966 wurde der Colonial Germantown Historic District in das National Register of Historic Places aufgenommen.

## Architektur

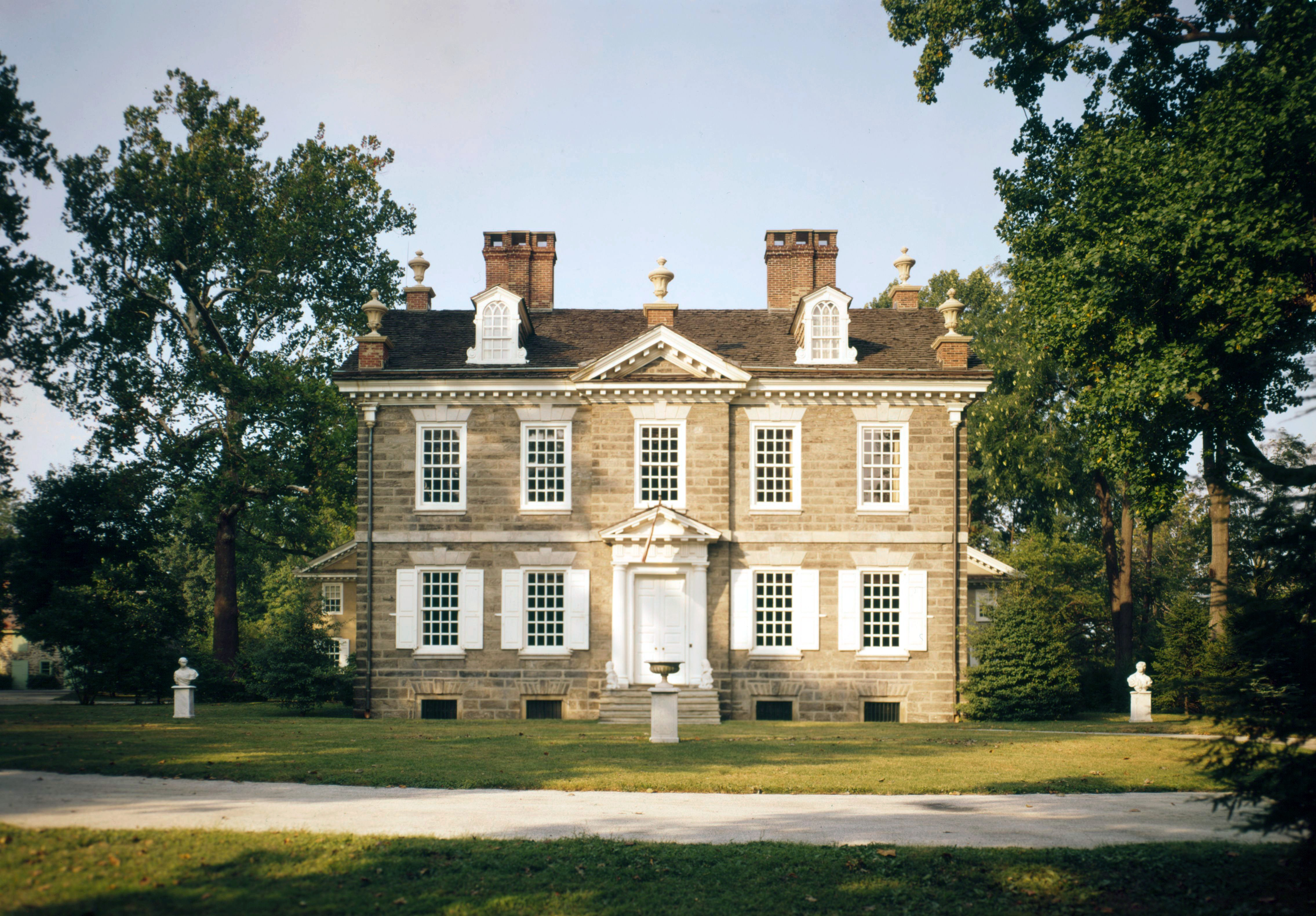
Cliveden oder Benjamin Chew House war Schauplatz der Schlacht von Germantown

Ab 1850 wurden die bis dahin in der Siedlung üblichen Baustile wie zum Beispiel die Georgianische Architektur immer häufiger durch Elemente von Neugotik, Neobarock und Italianate-Stil durchbrochen, wobei es auch zu Umgestaltungen an bereits existierenden Bauwerken kam. Bis zur Jahrhundertwende dominierte die Viktorianische Architektur, wobei von 1860 bis 1880 besonders der Italianate-Stil und Second Empire beliebt waren. Danach wurden sie nach und nach vom Colonial Revival verdrängt, der georgianische und neoklassizistische Stilmittel kombinierte. In dieser Zeit treten zudem Elemente aus dem Queen Anne Style auf. Bekannt ist Colonial Germantown vor allem für die reichhaltige Vielfalt von Häusern im Kolonialstil und Federal Style. Als besonders beeindruckende Exemplare gelten Cliveden, Wyck House, Loudoun Mansion, Vernon-Wister House und Upsala.